# 43M Lehel
43M Lehel — угорський бронетранспортер часів Другої світової війни. З'явився в травні 1943 року після прийняття на озброєння танків «Туран» і «Толді» з метою створення німецького аналога напівгусеничного БТР. Як база була обрана ходова частина 40M Nimród.

## Опис
У передній частині розміщувалася трансмісія, місце водія та органи управління. У середній частині було встановлено десантний підрозділ для перевезення 8 солдатів або 4 поранених на носилках. Для захисту від куль і осколків були встановлені бронелисти, утворювали невелику надбудову. Бронювання не перевищувало 13 мм. Штатне озброєння відсутнє.
У кормовій частині встановлювався бензиновий двигун Büssing-NAG L8V/36TR потужністю 150 кінських сил (хоча були плани оснащувати машини моторами Ganz IP VGT 107 Тип II). При повній масі 10200 кг (всього на 300 кг легше ЗСУ) планувалося досягти максимальної швидкості 60 км/год.

## Випробування
Перший і єдиний прототип отримав назву «43M Lehel A» і в 1943 році успішно пройшов випробування. Але його серійний випуск не вдалося організувати через брак шасі. Спроба переобладнати 10 САУ «Німрод» в санітарні бронемашини «43M Lehel S» також була невдала, вдалося зробити тільки дві саперні бронемашини.
Про бойове застосування нічого невідомо. Єдиний побудований зразок був переданий в 1944 році угорської армії і використовувався за прямим призначенням. По всій видимості, «Лехел» був знищений в ході  операції зі штурму Будапешта.